# Norah Baring
Norah Baring (* 1. Januar 1907 in Newton Abbot, England; † 8. Februar 1985 in Puttenham, Surrey, England) war eine britische Schauspielerin.
Ihr Filmdebüt hatte sie 1928. Bis zum Beginn der Tonfilmzeit trat sie in mehreren Stummfilmen des jungen Regietalents Anthony Asquith auf, darunter Underground und A Cottage on Dartmoor. Nach Ewald André Duponts Two Worlds und Alfred Hitchcocks Thriller Mord – Sir John greift ein!, beide aus dem Jahr 1930, spielte sie nur noch in zweitklassigen Produktionen. Baring zog sich bereits Mitte der 1930er Jahre aus dem Filmgeschäft zurück.
Baring war dreimal verheiratet, in erster Ehe mit Ronald M. Simon (ab 26. Juni 1928), in zweiter Ehe mit Douglas A. Forbes (ab 1934) und in dritter Ehe mit John Henry K. Baerselman (ab 1946). Aus der ersten und der zweiten Ehe ging je ein Kind hervor.

## Filmografie
- 1928: Der Schrei aus dem Tunnel (Underground)
- 1929: The Celestial City
- 1929: Priscillas Fahrt ins Glück (The Runaway Princess)
- 1929: A Cottage on Dartmoor
- 1930: At the Villa Rose
- 1930: Two Worlds
- 1930: Mord – Sir John greift ein! (Murder!)
- 1930: Should a Doctor Tell?
- 1931: The Lyons Mail
- 1933: Strange Evidence
- 1933: The House of Trent
- 1934: Little Stranger